# Svetovno prvenstvo v biatlonu 1959
Svetovno prvenstvo v biatlonu 1959 je drugo svetovno prvenstvo v biatlonu, ki je potekalo marca 1959 v Courmayeurju, Italija, v eni disciplini za moške ter neuradni ekipni tekmi.

## Dobitniki medalj

### Moški
| Disciplina        | Zlato                                                                     | Zlato   | Srebro                                            | Srebro  | Bron                                                   | Bron    |
| 20 km             | Vladimir Melanin                                                          | 1:41:05 | Dimitrij Sokolov                                  | 1:41:15 | Sven Agge                                              | 1:43:23 |
| ekipno (neuradno) | Sovjetska zveza · Vladimir Melanin · Dimitrij Sokolov · Valentin Pšenicin | 5:10:27 | Švedska · Sven Agge · Adolf Wiklund · Sture Ohlin | 5:26:11 | Norveška · Knut Wold · Henry Hermansen · Ivar Skøgsrud | 5:33:47 |

## Medalje po državah
| Poz | Država          | Zlato | Srebro | Bron | Skupaj |
| 1   | Sovjetska zveza | 1     | 1      | 0    | 2      |
| 2   | Švedska         | 0     | 0      | 1    | 1      |